# Marina Piccola
Marina Piccola („micul port”; cunoscut și ca Marina di Mulo) este un port situat pe latura de sud a insulei Capri. Stâncile Faraglioni se află în apropierea sa (înspre sud-est). Via Krupp este un drum în serpentină pavat care face legătura între Conventul San Giacomo și Grădinile lui Augustus cu Marina Piccola. Marina Piccola a fost folosit ca port de împărații romani Augustus și Tiberius, fiind mai vechi decât portul Marina Grande.